# Menlo (Iowa)
Menlo est une ville du comté de Guthrie, en Iowa, aux États-Unis. Elle est incorporée le 2 février 1881.

## Source de la traduction
- (en) Cet article est partiellement ou en totalité issu de l’article de Wikipédia en anglais intitulé « Menlo, Iowa » (voir la liste des auteurs).